# عشب الحبل البراري
عشب الحبل البراري (الاسم العلمي:Spartina pectinata) (بالإنجليزية: Prairie Cordgrass)‏ هو نوع من النباتات يتبع جنس عشب الحبل من الفصيلة النجيلية.